# Погрібний Сергій Сергійович
Сергі́й Сергі́йович Погрібни́й — сержант Збройних Сил України, учасник російсько-української війни, що загинув у ході російського вторгнення в Україну в 2022 році.

## Життєпис
Сергій Погрібний народився 17 березня 1981 року в селі Катеринівка Кропивницького району Кіровоградської області. У Знам'янку переїхав жити з родиною, коли навчався в дев'ятому класі. Закінчив місцеву школу № 3. Навчався у професійно-технічному училищі № 12. У 2012—2015 роках Сергій Погрібний працював на підприємстві Укрзалізниці монтером і бригадиром. З 2015 року брав участь у війні на сході України. Прослужив вісім років за контрактом у складі 72-ї окремої механізованої бригади імені Чорних Запорожців. Найбільша мрія військовика була визволити від окупантів міста Бердянськ і Волноваха. Загинув Сергій Погрібний 22 квітня 2022 року внаслідок артилерійського обстрілу на межі зіткнення з російськими військами в Харківській області, рятуючи свого побратима. Чин прощання проходив 27 квітня 2022 року в місті Знам'янка Кіровоградської області на площі Героїв Майдану. Поховали його у Знам'янці.

## Родина
У загиблого залишилась дружина.

## Нагороди
- Орден «За мужність» III ступеня (2022, посмертно) — за особисту мужність і самовіддані дії, виявлені у захисті державного суверенітету та територіальної цілісності України, вірність військовій присязі[2].